# Стригун, Василий Сократович
Стригун, Василий Сократович (1912, Кулажинцы, Козелецкий уезд, Черниговская губерния Черниговская губерния, Российская империя — 1996, Украина) — член партизанского соединения имени Щорса, воевавшего в лесах Черниговщины в 1940-х гг. под началом А. Е. Кривца, а также входившего в его состав отряда лейтенанта Н. М. Матузова (1920—1943), судя по всему имеющих отношение к военным преступлениям 1940-х гг. против мирных жителей и многочисленным, порой необоснованным и жестоким убийствам немецких коллаборантов на территории Черниговщины, также как и нынешней Киевщины, жителей сел рядом с Новым Киевом на Заднепровье.

## Жизнеописание
Выходец из казачьего сословия села Кулажинцы Козелецкого уезда Черниговской губернии.
С 1917 года житель, а потом и гражданин Украины, Украинского государства (в том числе с 1923 в составе Страны Советов, Советского союзного государства, СССР)/.

## Отношение к убийствам коллаборантов и военным преступлениям 1940-х
Судя по воспоминаниям очевидцев отряд под начальством лейтенанта Матузова Н. М. (1920—1943), в составе которого он находился имел непосредственное отношение к убийству старосты Гоголева, выходца из местной семьи раскулаченных казаков Андрея Деревца (1900—1943), (родного брата Евдокии Васильевны Деревец, бабушки известного киевского и украинского художника и философа Ф. К. Тетяныча (1942—2007)) и его жены Татьяны Деревец в 1943 году, судя по всему связанному с отказом сотрудничать с партизанами, в котором по воспоминаниям родственников и односельчан убитых как дополнительный мотив возможно присутствовал какой-то межличностный или имущественный конфликт довоенной эпохи (то есть по их мнению убийства можно было избежать). Данный случай судя по всему не расследовался, а родственники и односельчане убитых вследствие воспитания и страха предпочитали о нём молчать, в том числе учитывая высокий общественный статус преступников, также как и негативное отношение к коллаборантам на официальном уровне в украинском обществе советской эпохи, независимо от степени их вины или невиновности. Также существуют свидетельства и других преступлений данного соединения партизан на Броварщине и Заднепровье. Более ясную картину может дать только открытие архивов.

## Память
Именем партизана В. С. Стригуна названа улица в его родном селе Кулажинцы.

## Цитаты
- «Люди досі пам’ятають ще два страшні випадки, пов’язані з діями партизанів. Пострілами через сінешні двері було вбито старосту Деревця Андрія і його дружину Тетяну, яких викликали вночі на розмову в сіни. Деревець був із роду розкуркулених. За словами Крука Івана Івановича, це була акція партизанів під керівництвом старшого лейтенанта Мотузова. Він потрапив в оточення в цих краях, а потім опинився в партизанах. Після війни виїхав у Росію. Таким чином цій сім'ї помстилися за зв’язок з німцями.» (Книга «Дума про Оглав», стр.160)